# Cease to Exist (пісня)
Cease to Exist сингл американського дезкор гурту Suicide Silence з їхнього четвертого студійного альбому You Can't Stop Me. Реліз синглу відбувся 6 травня 2014 року 

## Реліз
Пісня була доступна для онлайн пролуховування 5 травня 2014 року.. На наступний десь відбувся офіційний реліз синглу та лірик відео на нього.
Вперше наживо пісню почули на фестивалі Rock Am Ring 2014 6 червня 2014 року.

## Трек
Автор музики Suicide Silence. 
| Сингл | Сингл            | Сингл      |
| #     | Назва            | Тривалість |
| ----- | ---------------- | ---------- |
| 1.    | «Cease to Exist» | 3:42       |
| 3:42  |                  |            |

## Учасники запису
Suicide Silence
- Едді "Eddie" Херміда – вокал
- Марк Хейлмун – гітара
- Ден Кенні – бас-гітара
- Кріс Гарса – ритм-гітара
- Алекс Лопес – ударні